# Kebba Ceesay
Kebba Ceesay (Bakau, 14 novembre 1987) è un ex calciatore gambiano con cittadinanza svedese, di ruolo difensore.

## Carriera

### Club
Gran parte della sua carriera professionistica si è sviluppata in Svezia, dove la sua famiglia si era stabilita da quando egli aveva 13 anni.
Nel 2005 il giocatore aveva iniziato a giocare a livello senior partendo dal basso, dal quarto gradino della piramide del calcio svedese, con la maglia del Brage.
Prima dell'inizio della stagione 2007 è stato ingaggiato dal Djurgården, ma per debuttare in Allsvenskan ha dovuto attendere qualche mese, più precisamente il 13 agosto, quando si è giocato il derby cittadino contro l'Hammarby vinto 1-0. Nell'Allsvenskan 2007 ha messo a referto quattro presenze in totale, mentre nel campionato successivo le partite giocate sono state sette partendo perlopiù dalla panchina (più sei in prestito al Vasalund). Ceesay ha trovato maggiore spazio nell'undici di partenza a partire dal 2009, in una stagione conclusa con la salvezza acciuffata al 116' minuto dei tempi supplementari nella gara di ritorno dello spareggio-salvezza per non retrocedere.
Nel luglio 2012, a metà stagione, Ceesay ha dichiarato che non avrebbe rinnovato il contratto in scadenza con il Djurgården. Pochi giorni dopo ha firmato un quadriennale con i polacchi del Lech Poznań. In quattro anni è sceso in campo in un totale di 53 partite di campionato, presenze concentrate soprattutto nel primo e nel quarto anno.
Nel luglio 2016, una volta terminato il contratto con la formazione polacca, Ceesay ha fatto ritorno al Djurgården firmando un contratto di due anni e mezzo. Questa nuova parentesi tuttavia è durata meno rispetto alla precedente, poiché già nel precampionato 2017 è sceso in Superettan per giocare con il Dalkurd. Al Dalkurd è rimasto due stagioni: nel 2017 la squadra ha conquistato la promozione in Allsvenskan, mentre nel 2018 è scesa in Superettan.
Libero da vincoli contrattuali, ha continuato a giocare nella massima serie con il passaggio al Sirius a partire dal gennaio 2019. Nell'Allsvenskan 2020 ha disputato 26 partite, gran parte da titolare, mentre nel corso del torneo successivo è uscito dalle rotazioni del tecnico Henrik Rydström. Il 25 agosto, ultimo giorno della finestra del calciomercato estivo svedese, si è trasferito in prestito all'Helsingborg.
In vista del campionato 2021, è sceso nuovamente in Superettan con l'acquisizione a titolo definitivo da parte del neopromosso Vasalund. La stagione in rossonero, conclusa con la retrocessione in terza serie, è stata nei suoi programmi la sua ultima in carriera, visto che nel dicembre 2021 ha annunciato il ritiro. Nel giugno 2022 ha ripreso tuttavia a giocare con l'ingaggio da parte dello United IK Nordic, con cui ha disputato 15 partite nella quarta serie nazionale prima di ritirarsi nuovamente a fine anno.

### Nazionale
Nel 2007 ha rappresentato la Nazionale svedese Under-21. Ciò non gli ha impedito di esordire nella Nazionale gambiana nel 2010, nella sfida contro la Namibia. Anche in Nazionale ha giocato insieme al portiere Pa Dembo Touray, suo compagno di squadra al Djurgården.

## Palmarès

### Club

#### Competizioni nazionali
- Campionato polacco: 1

Lech Poznań: 2014-2015
- Supercoppa di Polonia: 1

Lech Poznań: 2015